# 日本ウイグル協会
日本ウイグル協会（にほんウイグルきょうかい、ウイグル語: ياپونىيە ئۇيغۇر جەمئىيىتى、英語: Japan Uyghur Association）は、日本において東トルキスタンの問題に関し活動しているNPO法人である。

## 概要
2008年6月に在日ウイグル人によって設立され、世界ウイグル会議の傘下団体として、シンポジウムやデモなどを通じて、東トルキスタン（中華人民共和国が新疆ウイグル自治区として実効支配）における民族問題や人権問題の理解を広めるための活動を行っている。また、中国共産党（中共）政府に対し、新疆ウイグル自治区で行った核実験に関する資料の公開や被害者の救済を要求している。初代会長は、在日ウイグル人で世界ウイグル会議の日本代表でもあったイリハム・マハムティ。2009年8月14日には、東京都に認証されてNPO法人となる。
設立以来7年以上にわたって、世界ウイグル会議の傘下団体として活動を行っていたが、世界ウイグル会議の決議により、2015年10月18日から同会議の参加資格を失い、解散を勧告された。
2017年11月ドイツで開催された第6回世界ウイグル会議代表大会にてドルクン・エイサが新総裁に就任。日本ウイグル協会のイリハム・マハムティ会長（当時）が世界ウイグル会議、東アジア太平洋地域全権代表に就任。日本ウイグル協会は世界ウイグル会議の傘下団体として復帰した。
ウイグル関係のデモで頻繁に使用されている東トルキスタン共和国の国旗や国旗がプリントされたTシャツなどは、当団体の公式サイトにて購入が可能となっている。
中国大使館に協賛団体と共に抗議活動を行っている。
2019年、本部事務所が「東京都文京区後楽2-3-8 第六松屋ビル401号室」に移転。
2020年6月28日に開催された日本ウイグル協会の2020年度総会で、初代会長のイリハム・マハムティが名誉会長に退き、代わって于田ケリムを会長に任命する人事が決議された。

## 活動
- 2020年、世界の有名企業83社がサプライチェーンを通じウイグル族の強制労働に関わっているという報告書がオーストラリアのシンクタンクから発表された。その中に日本の企業が11社含まれていたので公開質問状を送った。回答のなかった企業は1社のみであったと発表[10]。この活動は国際NGO団体ヒューマンライツ・ナウと協力して行われた[11][12]。企業からの回答では1次下請け企業では強制労働はないとあった[13]。

## 協賛団体
- 頑張れ日本!全国行動委員会
- モンゴル自由連盟党
- 内モンゴル人民党
- 日本李登輝友の会
- チベット問題を考える会
- 台湾研究フォーラム
- 南モンゴル応援クリルタイ